# Temporada 2018 del Campeonato del Mundo de Moto2
La temporada 2018 del campeonato del mundo de Moto2 fue la 9.ª edición de este campeonato creado en 2010 y además fue parte de la 70.ª edición del Campeonato del Mundo de Motociclismo.
2018 es la última vez que se utilizó en competición el motor Honda CBR600RR -que debutó en la temporada 2010 del campeonato del mundo de Moto2-; ya que el nuevo motor (765cc 3 cilindros en línea) suministrado por Triumph Motorcycles será utilizado a partir de la temporada 2019.
A partir de esta temporada los equipos tendrán una clasificación por equipos como la que tiene MotoGP, en esta clasificación sumaran los pilotos titulares de los equipos y los pilotos de reemplazo. Los pilotos invitados (wildcard) no puntúan en esta clasificación.
El título lo defendió Franco Morbidelli, aunque no desde la misma categoría, debido a su salto a la categoría reina, MotoGP.

## Calendario
Grandes Premios 2018.
| Ronda | Gran Premio                                         | Circuito                                                   | Fecha            |
| ----- | --------------------------------------------------- | ---------------------------------------------------------- | ---------------- |
| 1     | Grand Prix of Qatar                                 | Circuito Internacional de Losail, Lusail                   | 18 de marzo      |
| 2     | Gran Premio de la República Argentina               | Autódromo Termas de Río Hondo, Santiago del Estero         | 8 de abril       |
| 3     | Grand Prix of the Americas                          | Circuito de las Américas, Austin, Texas                    | 22 de abril      |
| 4     | Gran Premio de España                               | Circuito de Jerez, Jerez de la Frontera                    | 6 de mayo        |
| 5     | Grand Prix de France                                | Circuito de la Sarthe, Le Mans                             | 20 de mayo       |
| 6     | Gran Premio d'Italia                                | Autódromo Internacional del Mugello, Scarperia e San Piero | 3 de junio       |
| 7     | Gran Premi de Catalunya                             | Circuito de Barcelona-Cataluña, Montmeló                   | 17 de junio      |
| 8     | Dutch TT                                            | Circuito de Assen, Assen                                   | 1 de julio       |
| 9     | Motorrad Grand Prix Deutschland                     | Sachsenring, Hohenstein-Ernstthal                          | 15 de julio      |
| 10    | Grand Prix České republiky                          | Autódromo de Brno, Brno                                    | 5 de agosto      |
| 11    | Grand Prix von Österreich                           | Red Bull Ring, Spielberg                                   | 12 de agosto     |
| 12    | Octo British Grand Prix                             | Circuito de Silverstone, Silverstone                       | 26 de agosto     |
| 13    | Gran Premio di San Marino e della Riviera di Rimini | Misano World Circuit Marco Simoncelli, Misano Adriatico    | 9 de septiembre  |
| 14    | Gran Premio de Aragón                               | MotorLand Aragón, Alcañiz                                  | 23 de septiembre |
| 15    | Thailand Grand Prix                                 | Buriram United International Circuit, Buriram              | 7 de octubre     |
| 16    | Grand Prix of Japan                                 | Twin Ring Motegi, Motegi                                   | 21 de octubre    |
| 17    | Australian Motorcycle Grand Prix                    | Circuito de Phillip Island, Phillip Island                 | 28 de octubre    |
| 18    | Malaysia Motorcycle Grand Prix                      | Circuito Internacional de Sepang, Selangor                 | 4 de noviembre   |
| 19    | Gran Premio de la Comunitat Valenciana              | Circuito Ricardo Tormo, Valencia                           | 18 de noviembre  |

1. ↑  Dorna Sports , titular de los derechos comerciales, no se refiere al Buriram International Circuit por su nombre comercial, que incluye a Chang Beer de ThaiBev, el patrocinador de los derechos de denominación del circuito, debido a las restricciones de publicidad de alcohol en Francia y Qatar.

### Cambios en el calendario
- El Gran Premio de Gran Bretaña de Motociclismo estaba programado para pasar de Silverstone al nuevo Circuito de Gales, pero la construcción de la nueva pista no ha comenzado.[22] Los dos circuitos alcanzaron un acuerdo que verá a Silverstone con la opción de acoger la carrera de 2018.[23]

## Equipos y pilotos
| Equipo | Constructor   | Moto               | N.º | Piloto              | Rondas       |
| --- | ------------- | ------------------ | --- | ------------------- | ------------ |
| SAG Team Nashi Argan SAG Team Temporary Lavorint SAG Team | Kalex         | Kalex Moto2        | 2   | Jesko Raffin        | 13–14, 16–19 |
| SAG Team Nashi Argan SAG Team Temporary Lavorint SAG Team | Kalex         | Kalex Moto2        | 32  | Isaac Viñales       | 1–9          |
| SAG Team Nashi Argan SAG Team Temporary Lavorint SAG Team | Kalex         | Kalex Moto2        | 55  | Alejandro Medina    | 10–12        |
| SAG Team Nashi Argan SAG Team Temporary Lavorint SAG Team | Kalex         | Kalex Moto2        | 95  | Jules Danilo        | Todas        |
| SAG Team Nashi Argan SAG Team Temporary Lavorint SAG Team | Kalex         | Kalex Moto2        | 99  | Thitipong Warokorn  | 15           |
| Kiefer Racing | KTM           | KTM Moto2          | 3   | Lukas Tulovic       | 4–5          |
| Kiefer Racing | KTM           | KTM Moto2          | 77  | Dominique Aegerter  | 1–3, 6–19    |
| Forward Racing Team | Suter         | Suter MMX2         | 3   | Lukas Tulovic       | 19           |
| Forward Racing Team | Suter         | Suter MMX2         | 32  | Isaac Viñales       | 11–19        |
| Forward Racing Team | Suter         | Suter MMX2         | 50  | Rafid Topan Sucipto | 18           |
| Forward Racing Team | Suter         | Suter MMX2         | 51  | Eric Granado        | 1–10         |
| Forward Racing Team | Suter         | Suter MMX2         | 62  | Stefano Manzi       | 1–17         |
| NTS RW Racing GP | NTS           | NTS NH6            | 4   | Steven Odendaal     | Todas        |
| NTS RW Racing GP | NTS           | NTS NH6            | 16  | Joe Roberts         | Todas        |
| Italtrans Racing Team | Kalex         | Kalex Moto2        | 5   | Andrea Locatelli    | Todas        |
| Italtrans Racing Team | Kalex         | Kalex Moto2        | 54  | Mattia Pasini       | Todas        |
| Pons HP40 | Kalex         | Kalex Moto2        | 7   | Lorenzo Baldassarri | Todas        |
| Pons HP40 | Kalex         | Kalex Moto2        | 40  | Héctor Barberá      | 1–6          |
| Pons HP40 | Kalex         | Kalex Moto2        | 40  | Augusto Fernández   | 7–19         |
| Federal Oil Gresini Moto2 | Kalex         | Kalex Moto2        | 9   | Jorge Navarro       | Todas        |
| SKY Racing Team VR46 | Kalex         | Kalex Moto2        | 10  | Luca Marini         | Todas        |
| SKY Racing Team VR46 | Kalex         | Kalex Moto2        | 42  | Francesco Bagnaia   | Todas        |
| Willi Race Racing Team | Kalex         | Kalex Moto2        | 12  | Sheridan Morais     | 10, 13–14    |
| Marinelli Snipers Team | Kalex         | Kalex Moto2        | 13  | Romano Fenati       | 1–13         |
| Marinelli Snipers Team | Kalex         | Kalex Moto2        | 18  | Xavi Cardelús       | 14–19        |
| Tech 3 Racing | Tech 3        | Tech 3 Mistral 610 | 14  | Héctor Garzó        | 4–6, 19      |
| Tech 3 Racing | Tech 3        | Tech 3 Mistral 610 | 30  | Dimas Ekky Pratama  | 18           |
| Tech 3 Racing | Tech 3        | Tech 3 Mistral 610 | 64  | Bo Bendsneyder      | 1–16         |
| Tech 3 Racing | Tech 3        | Tech 3 Mistral 610 | 67  | Bryan Staring       | 17           |
| Tech 3 Racing | Tech 3        | Tech 3 Mistral 610 | 87  | Remy Gardner        | 1–3, 7–19    |
| Reale Avintia Stylobike Team Stylobike | Kalex         | Kalex Moto2        | 18  | Xavi Cardelús       | 4–6, 8–13    |
| Promoto Sport With GMT94 | TransFIORmers | TBA                | 19  | Corentin Perolari   | 5            |
| Beta Tools - Speed Up Racing MB Conveyors - Speed Up Racing HDR Heidrun - Speed Up Racing Lightech - Speed Up Racing Boost - Speed Up Racing (+)Ego - Speed Up Racing | Speed Up      | Speed Up SF8       | 20  | Fabio Quartararo    | Todas        |
| Beta Tools - Speed Up Racing MB Conveyors - Speed Up Racing HDR Heidrun - Speed Up Racing Lightech - Speed Up Racing Boost - Speed Up Racing (+)Ego - Speed Up Racing | Speed Up      | Speed Up SF8       | 52  | Danny Kent          | 1–14         |
| Beta Tools - Speed Up Racing MB Conveyors - Speed Up Racing HDR Heidrun - Speed Up Racing Lightech - Speed Up Racing Boost - Speed Up Racing (+)Ego - Speed Up Racing | Speed Up      | Speed Up SF8       | 57  | Edgar Pons          | 15–18        |
| Beta Tools - Speed Up Racing MB Conveyors - Speed Up Racing HDR Heidrun - Speed Up Racing Lightech - Speed Up Racing Boost - Speed Up Racing (+)Ego - Speed Up Racing | Speed Up      | Speed Up SF8       | 70  | Tommaso Marcon      | 19           |
| Tasca Racing Scuderia Moto2 | Kalex         | Kalex Moto2        | 21  | Federico Fuligni    | 1–9, 11–19   |
| Tasca Racing Scuderia Moto2 | Kalex         | Kalex Moto2        | 24  | Simone Corsi        | Todas        |
| Swiss Innovative Investors | KTM           | KTM Moto2          | 22  | Sam Lowes           | Todas        |
| Swiss Innovative Investors | KTM           | KTM Moto2          | 27  | Iker Lecuona        | Todas        |
| Dynavolt Intact GP | Kalex         | Kalex Moto2        | 23  | Marcel Schrötter    | Todas        |
| Dynavolt Intact GP | Kalex         | Kalex Moto2        | 97  | Xavi Vierge         | Todas        |
| Astra Honda Racing Team | Honda         | Kalex Moto2        | 30  | Dimas Ekky Pratama  | 7            |
| EG 0,0 Marc VDS | Kalex         | Kalex Moto2        | 36  | Joan Mir            | Todas        |
| EG 0,0 Marc VDS | Kalex         | Kalex Moto2        | 73  | Álex Márquez        | Todas        |
| Red Bull KTM Ajo | KTM           | KTM Moto2          | 41  | Brad Binder         | Todas        |
| Red Bull KTM Ajo | KTM           | KTM Moto2          | 44  | Miguel Oliveira     | Todas        |
| IDEMITSU Honda Team Asia | Kalex         | Kalex Moto2        | 45  | Tetsuta Nagashima   | Todas        |
| IDEMITSU Honda Team Asia | Kalex         | Kalex Moto2        | 89  | Khairul Idham Pawi  | Todas        |
| AGR Team | Kalex         | Kalex Moto2        | 57  | Edgar Pons          | 7, 14        |
| SIC Racing Team Petronas Sprinta Racing | Kalex         | Kalex Moto2        | 63  | Zulfahmi Khairuddin | 1–4          |
| SIC Racing Team Petronas Sprinta Racing | Kalex         | Kalex Moto2        | 66  | Niki Tuuli          | 5–19         |
| Tickhill Labour and Plant | Kalex         | Kalex Moto2        | 65  | Josh Owens          | 12           |
| Yohan Moto Sport | Tech 3        | Tech 3 Mistral 610 | 80  | Cédric Tangre       | 5            |

| Leyenda             | Leyenda |
| ------------------- | ------- |
| Piloto titular      |         |
| Piloto invitado     |         |
| Piloto de reemplazo |         |

1. ↑  Técnicamente es un chasis Kalex, pero se ingresó como una motocicleta Honda de acuerdo con la lista de entradas oficiales y los resultados.

### Cambios de pilotos
- Sam Lowes vuelve a Moto2 después de una temporada con el Aprilia Racing Team Gresini en MotoGP. Lowes corrió previamente en Moto2 de 2014 a 2016. Se unió a CGBM Evolution, reemplazando el puesto dejado vacante por Thomas Lüthi, que ascendió a MotoGP con el EG 0,0 Marc VDS.
- El campeón de Moto3 de 2017, Joan Mir, ascendió a Moto2 con el EG 0,0 Marc VDS, llenando el lugar dejado vacante por el actual campeón de Moto2, Franco Morbidelli, que ascendió a MotoGP.
- Romano Fenati ascendió a Moto2 junto con su equipo de Moto3 Marinelli Rivacold Snipers para la temporada 2018.
- Xavi Vierge cambió de equipo de Tech 3 a Dynavolt Intact GP, reemplazando a Sandro Cortese. Bo Bendsneyder ascendió a Moto2 para ocupar su lugar en el Tech 3.
- Luca Marini y Stefano Manzi cambiaron de equipo para la temporada 2018, con Marini uniéndose al equipo Sky Racing Team VR46 de su medio hermano Valentino Rossi, mientras que Manzi se une al Forward Racing para la temporada 2018.
- Héctor Barberá regresó a la clase intermedia para unirse a Pons HP40 junto con Lorenzo Baldassarri, que cambió de equipo de Forward a Pons. Barbera compitió previamente con Pons Racing en la temporada 2009 de 250cc.
- Joe Roberts se une al RW Racing GP después de que AGR Team cerró cerca del final de la temporada 2017. Él se unirá a Steven Odendaal, quien regresará al campeonato después de la última vez que compitió a tiempo completo en Moto2 en 2013.
- Federico Fuligni hirá su debut en Moto2 a tiempo completo con el Tasca Racing Scuderia Moto2, en sustitución de Xavier Siméon, que ascendió a MotoGP con el Avintia Racing.
- Danny Kent volverá a correr en Moto2 a tiempo completo en 2018 después de dejar el Kiefer Racing a principios de la temporada 2017, uniéndose al Speed Up Racing como reemplazo de Simone Corsi que se fue al Tasca Racing Scuderia Moto2.
- Takaaki Nakagami ascendió a MotoGP para unirse al Team LCR como compañero de equipo de Cal Crutchlow en 2018.
- Fabio Quartararo se unió a Speed Up Racing, reemplazando a Augusto Fernández.
- Jules Danilo ascendió a Moto2 con el SAG Racing Team como compañero de equipo de Isaac Viñales. Tetsuta Nagashima cambió el equipo al Idemitsu Honda Team Asia como resultado.
- Eric Granado regresará a Moto2 como piloto del Forward Racing como reemplazo de Lorenzo Baldassarri. Granado ya hizo algunas apariciones en Moto2 en la temporada 2012.
- Zulfahmi Khairuddin ascendió a Moto2 con el recién renovado equipo Petronas Sprinta Racing, reemplazando a Hafizh Syahrin, que ascendió a MotoGP.
- Sandro Cortese abandonó Moto2 debido a problemas financieros. Se une al Campeonato Mundial de Supersport con el Kallio Racing

### Cambios a mitad de temporada
- Dominique Aegerter se perdió el Gran Premio de España y el Gran Premio de Francia debido a un accidente de Enduro en el que se rompió la pelvis. Fue reemplazado por el alemán Lukas Tulovic que hizo su debut en el Campeonato Mundial.
- Remy Gardner se perdió el Gran Premio de España y el Gran Premio de Francia debido a una lesión, se rompió las piernas y el tobillo, y fue reemplazado por el español Héctor Garzó.
- Zulfahmi Khairuddin dejó el SIC Racing Team después del Gran Premio de España debido a los malos resultados. Será reemplazado por Niki Tuuli desde el Gran Premio de Francia en adelante, que abandonó el Campeonato Mundial de Supersport para unirse al SIC Racing Team por el resto de la temporada.

### Cambios de equipos
- NTS hará su debut de temporada completa en Moto2, habiendo competido previamente como un wildcard entre las temporadas 2014 y 2017. Sus motocicletas las tendrá el RW Racing GP, que cambió el fabricante de Kalex a NTS. RW Racing GP también amplía su estructura de una a dos motos para la temporada 2018.
- Forward Racing Team y Dynavolt Intact GP cambiarán de fabricante. Forward regresó a Suter, con el que compitieron por última vez en 2012, mientras que Intact GP regresó a Kalex después de una temporada con Suter.
- Tasca Racing Scuderia Moto2 se amplió a dos motos en 2018.
- CGBM Evolution y Kiefer Racing cambiarán los fabricantes de Kalex y Suter a KTM, respectivamente.
- Marinelli Rivacold Snipers se expandió a Moto2, alineando una motocicleta Kalex.
- Reale Style Racing se expandió a Moto2, alineando una motocicleta KTM.
- El equipo de AGR cerró sus operaciones tanto en Moto2 como en Moto3 después del GP de Aragón 2017 debido a problemas financieros, junto con el bajo rendimiento durante la temporada 2017.
- Petronas y el Circuito Internacional de Sepang formarán una asociación que permitirá al SIC Racing Team volver a Moto2, ya que compitió en el campeonato en 2014 como "Caterham Moto Racing Team".[53][54]

## Resultados

### Grandes Premios
| Ronda | Gran Premio                            | Pole position       | Vuelta rápida       | Piloto ganador      | Constructor ganador |
| ----- | -------------------------------------- | ------------------- | ------------------- | ------------------- | ------------------- |
| 1     | Gran Premio de Catar                   | Álex Márquez        | Lorenzo Baldassarri | Francesco Bagnaia   | Kalex               |
| 2     | Gran Premio de Argentina               | Xavi Vierge         | Xavi Vierge         | Mattia Pasini       | Kalex               |
| 3     | Gran Premio de las Américas            | Álex Márquez        | Francesco Bagnaia   | Francesco Bagnaia   | Kalex               |
| 4     | Gran Premio de España                  | Lorenzo Baldassarri | Lorenzo Baldassarri | Lorenzo Baldassarri | Kalex               |
| 5     | Gran Premio de Francia                 | Francesco Bagnaia   | Lorenzo Baldassarri | Francesco Bagnaia   | Kalex               |
| 6     | Gran Premio de Italia                  | Mattia Pasini       | Miguel Oliveira     | Miguel Oliveira     | KTM                 |
| 7     | Gran Premio de Cataluña                | Fabio Quartararo    | Fabio Quartararo    | Fabio Quartararo    | Speed Up            |
| 8     | Gran Premio de los Países Bajos        | Francesco Bagnaia   | Lorenzo Baldassarri | Francesco Bagnaia   | Kalex               |
| 9     | Gran Premio de Alemania                | Mattia Pasini       | Joan Mir            | Brad Binder         | KTM                 |
| 10    | Gran Premio de la República Checa      | Luca Marini         | Xavi Vierge         | Miguel Oliveira     | KTM                 |
| 11    | Gran Premio de Austria                 | Francesco Bagnaia   | Brad Binder         | Francesco Bagnaia   | Kalex               |
| 12    | Gran Premio de Gran Bretaña            | Francesco Bagnaia   | Carrera cancelada   | Carrera cancelada   | Carrera cancelada   |
| 13    | Gran Premio de San Marino              | Francesco Bagnaia   | Mattia Pasini       | Francesco Bagnaia   | Kalex               |
| 14    | Gran Premio de Aragón                  | Brad Binder         | Álex Márquez        | Brad Binder         | KTM                 |
| 15    | Gran Premio de Tailandia               | Lorenzo Baldassarri | Francesco Bagnaia   | Francesco Bagnaia   | Kalex               |
| 16    | Gran Premio de Japón                   | Francesco Bagnaia   | Francesco Bagnaia   | Francesco Bagnaia   | Kalex               |
| 17    | Gran Premio de Australia               | Mattia Pasini       | Augusto Fernández   | Brad Binder         | KTM                 |
| 18    | Gran Premio de Malasia                 | Álex Márquez        | Luca Marini         | Luca Marini         | Kalex               |
| 19    | Gran Premio de la Comunidad Valenciana | Luca Marini         | Álex Márquez        | Miguel Oliveira     | KTM                 |

### Campeonato de Pilotos
Sistema de puntuación
Los puntos se reparten entre los quince primeros clasificados en acabar la carrera. 
Sistema de puntuación de 1993 hasta 2022:
| Posición | 1.º | 2.º | 3.º | 4.º | 5.º | 6.º | 7.º | 8.º | 9.º | 10.º | 11.º | 12.º | 13.º | 14.º | 15.º |
| Puntos   | 25  | 20  | 16  | 13  | 11  | 10  | 9   | 8   | 7   | 6    | 5    | 4    | 3    | 2    | 1    |

| Pos.   | Piloto              | Moto          | QAT | ARG | USA | ESP | FRA | ITA | CAT | NED | GER | CZE | AUT | GBR | RSM | ARA | THA | JPN | AUS | MAL | VAL | Ptos. |
| ------ | ------------------- | ------------- | --- | --- | --- | --- | --- | --- | --- | --- | --- | --- | --- | --- | --- | --- | --- | --- | --- | --- | --- | ----- |
| 1      | Francesco Bagnaia   | Kalex         | 1   | 9   | 1   | 3   | 1   | 4   | 8   | 1   | 12  | 3   | 1   | C   | 1   | 2   | 1   | 1   | 12  | 3   | 14  | 306   |
| 2      | Miguel Oliveira     | KTM           | 5   | 3   | 3   | 2   | 6   | 1   | 2   | 6   | 4   | 1   | 2   | C   | 2   | 7   | 3   | 3   | 11  | 2   | 1   | 297   |
| 3      | Brad Binder         | KTM           | 6   | Ret | 6   | 6   | 9   | 6   | 6   | 7   | 1   | 6   | 6   | C   | 8   | 1   | 4   | 5   | 1   | 8   | Ret | 201   |
| 4      | Álex Márquez        | Kalex         | 3   | 5   | 2   | Ret | 2   | 5   | 3   | 3   | 13  | Ret | Ret | C   | 18  | 4   | Ret | 4   | 7   | 7   | 3   | 173   |
| 5      | Lorenzo Baldassarri | Kalex         | 2   | 4   | 10  | 1   | Ret | 2   | 7   | 26  | Ret | 4   | 26  | C   | 6   | 3   | Ret | 2   | 22  | 6   | Ret | 162   |
| 6      | Joan Mir            | Kalex         | 11  | 7   | 4   | 11  | 3   | 3   | Ret | 5   | 2   | Ret | 8   | C   | 5   | 6   | Ret | 11  | 2   | 10  | Ret | 155   |
| 7      | Luca Marini         | Kalex         | 9   | 16  | 13  | Ret | Ret | 7   | 17  | 8   | 3   | 2   | 3   | C   | Ret | 11  | 2   | 9   | 5   | 1   | Ret | 147   |
| 8      | Marcel Schrötter    | Kalex         | 7   | 10  | Ret | 7   | 4   | Ret | 4   | 4   | 6   | 7   | 7   | C   | 3   | 5   | Ret | 10  | 9   | 9   | 7   | 147   |
| 9      | Mattia Pasini       | Kalex         | 4   | 1   | 7   | 5   | 18  | Ret | Ret | 11  | Ret | 10  | 4   | C   | 4   | 8   | 6   | 14  | Ret | 4   | 4   | 141   |
| 10     | Fabio Quartararo    | Speed Up      | 20  | 22  | 15  | 10  | 8   | 11  | 1   | 2   | 9   | 11  | 9   | C   | 7   | 9   | 5   | DSQ | 10  | 5   | 6   | 138   |
| 11     | Xavi Vierge         | Kalex         | 8   | 2   | Ret | 4   | 5   | 9   | 5   | Ret | 7   | 5   | DNS | C   | 10  | Ret | 11  | 7   | 3   | 11  | Ret | 131   |
| 12     | Iker Lecuona        | KTM           | Ret | 11  | 5   | 9   | Ret | 13  | 10  | 16  | 19  | 13  | 10  | C   | 19  | 14  | 7   | 8   | Ret | Ret | 2   | 80    |
| 13     | Jorge Navarro       | Kalex         | 10  | Ret | 8   | 17  | Ret | Ret | Ret | 13  | 10  | 8   | 5   | C   | 9   | 10  | 17  | Ret | Ret | 13  | Ret | 58    |
| 14     | Simone Corsi        | Kalex         | 14  | 23  | 12  | 12  | 14  | 10  | 12  | 15  | 8   | 15  | Ret | C   | 11  | 12  | 10  | Ret | 19  | 16  | 10  | 53    |
| 15     | Andrea Locatelli    | Kalex         | 19  | 15  | 14  | 15  | 12  | 8   | 11  | 10  | Ret | 14  | 13  | C   | 14  | 16  | 9   | 16  | 20  | 12  | 9   | 52    |
| 16     | Sam Lowes           | KTM           | Ret | 13  | 24  | 8   | 13  | Ret | 9   | 9   | 5   | 9   | Ret | C   | Ret | 20  | Ret | 17  | 14  | 15  | Ret | 49    |
| 17     | Dominique Aegerter  | KTM           | 15  | 8   | 9   |     |     | 12  | 20  | 14  | 14  | 17  | 17  | C   | 13  | 21  | 16  | 13  | 6   | 14  | 11  | 47    |
| 18     | Augusto Fernández   | Kalex         |     |     |     |     |     |     | 14  | 12  | 15  | 12  | Ret | C   | Ret | 13  | Ret | 6   | 4   | Ret | 8   | 45    |
| 19     | Remy Gardner        | Tech 3        | 12  | 6   | 17  |     |     |     | 15  | 18  | 11  | Ret | Ret | C   | 12  | 19  | 12  | 15  | Ret | Ret | 5   | 40    |
| 20     | Tetsuta Nagashima   | Kalex         | 21  | 17  | 19  | 13  | 25  | Ret | 13  | DNS | Ret | 16  | 15  | C   | Ret | 15  | 8   | 12  | 13  | Ret | 12  | 27    |
| 21     | Romano Fenati       | Kalex         | 24  | 19  | 16  | Ret | 7   | Ret | Ret | Ret | 16  | Ret | 11  | C   | DSQ |     |     |     |     |     |     | 14    |
| 22     | Jesko Raffin        | Kalex         |     |     |     |     |     |     |     |     |     |     |     |     | 15  | 23  |     | 20  | 8   | 19  | 15  | 10    |
| 23     | Héctor Barberá      | Kalex         | 13  | 20  | 18  | 14  | 11  | Ret |     |     |     |     |     |     |     |     |     |     |     |     |     | 10    |
| 24     | Stefano Manzi       | Suter         | 26  | 21  | Ret | Ret | 10  | Ret | Ret | Ret | 25  | Ret | 14  | C   | Ret | Ret | Ret | 24  | DNS |     |     | 8     |
| 25     | Danny Kent          | Speed Up      | 17  | 12  | Ret | Ret | 21  | Ret | 21  | Ret | Ret | Ret | 12  | C   | Ret | Ret |     |     |     |     |     | 8     |
| 26     | Isaac Viñales       | Kalex         | 16  | 14  | 11  | 19  | Ret | 16  | Ret | 22  | Ret |     |     |     |     |     |     |     |     |     |     | 7     |
| 26     | Isaac Viñales       | Suter         |     |     |     |     |     |     |     |     |     |     | 23  | C   | DNS | DNS | 24  | 26  | Ret | 24  | 16  | 7     |
| 27     | Joe Roberts         | NTS           | 25  | 25  | 23  | Ret | 19  | 14  | 22  | 21  | 22  | 18  | 19  | C   | 16  | 24  | 13  | 18  | 18  | 18  | Ret | 5     |
| 28     | Steven Odendaal     | NTS           | 22  | 18  | 21  | Ret | 17  | 15  | 18  | 20  | 18  | 19  | 18  | C   | 17  | 18  | 23  | 19  | 17  | 21  | 13  | 4     |
| 29     | Bo Bendsneyder      | Tech 3        | 18  | 28  | 20  | 16  | 16  | Ret | Ret | 17  | 20  | Ret | 22  | C   | 20  | 25  | 14  | Ret |     |     |     | 2     |
| 30     | Khairul Idham Pawi  | Kalex         | 23  | 24  | 25  | 18  | 15  | 18  | 19  | 19  | 17  | 20  | 16  | C   | 22  | 27  | 21  | 22  | 16  | 17  | Ret | 1     |
| 31     | Edgar Pons          | Kalex         |     |     |     |     |     |     | 16  |     |     |     |     |     |     | 17  |     |     |     |     |     | 1     |
| 31     | Edgar Pons          | Speed Up      |     |     |     |     |     |     |     |     |     |     |     |     |     |     | 19  | 23  | 15  | 20  |     | 1     |
| 32     | Niki Tuuli          | Kalex         |     |     |     |     | 22  | 17  | Ret | DNS | DNS | 21  | 21  | C   | 21  | 22  | 15  | 21  | DNS | Ret | Ret | 1     |
|        | Thitipong Warokorn  | Kalex         |     |     |     |     |     |     |     |     |     |     |     |     |     |     | 18  |     |     |     |     | 0     |
|        | Eric Granado        | Suter         | 30  | 29  | 22  | Ret | Ret | 19  | 25  | 24  | 21  | 23  |     |     |     |     |     |     |     |     |     | 0     |
|        | Jules Danilo        | Kalex         | 27  | Ret | 26  | 24  | 20  | Ret | 23  | 23  | DNS | 22  | 20  | C   | 23  | 26  | 20  | 25  | Ret | 22  | 18  | 0     |
|        | Héctor Garzó        | Tech 3        |     |     |     | 23  | Ret | 20  |     |     |     |     |     |     |     |     |     |     |     |     | DNS | 0     |
|        | Lukas Tulovic       | KTM           |     |     |     | 20  | 23  |     |     |     |     |     |     |     |     |     |     |     |     |     |     | 0     |
|        | Federico Fuligni    | Kalex         | 29  | 27  | 28  | 21  | Ret | 21  | Ret | 25  | 23  |     | Ret | C   | 24  | Ret | 25  | Ret | Ret | 25  | 19  | 0     |
|        | Bryan Staring       | Tech 3        |     |     |     |     |     |     |     |     |     |     |     |     |     |     |     |     | 21  |     |     | 0     |
|        | Xavi Cardelús       | Kalex         |     |     |     | 22  | 26  | 22  |     | DNS | 24  | Ret | 25  | C   | 25  | 28  | 22  | 27  | Ret | Ret | 17  | 0     |
|        | Dimas Ekky Pratama  | Honda         |     |     |     |     |     |     | 24  |     |     |     |     |     |     |     |     |     |     |     |     | 0     |
| Tech 3 | Dimas Ekky Pratama  |               |     |     |     |     |     |     |     |     |     |     |     |     |     |     |     |     | 23  |     |     | 0     |
|        | Sheridan Morais     | Kalex         |     |     |     |     |     |     |     |     |     | 24  |     |     | Ret | Ret |     |     |     |     |     | 0     |
|        | Alejandro Medina    | Kalex         |     |     |     |     |     |     |     |     |     | Ret | 24  | C   |     |     |     |     |     |     |     | 0     |
|        | Corentin Perolari   | TransFIORmers |     |     |     |     | 24  |     |     |     |     |     |     |     |     |     |     |     |     |     |     | 0     |
|        | Zulfahmi Khairuddin | Kalex         | 28  | 26  | 27  | Ret |     |     |     |     |     |     |     |     |     |     |     |     |     |     |     | 0     |
|        | Rafid Topan Sucipto | Suter         |     |     |     |     |     |     |     |     |     |     |     |     |     |     |     |     |     | 26  |     | 0     |
|        | Cédric Tangre       | Tech 3        |     |     |     |     | 27  |     |     |     |     |     |     |     |     |     |     |     |     |     |     | 0     |
|        | Josh Owens          | Kalex         |     |     |     |     |     |     |     |     |     |     |     | C   |     |     |     |     |     |     |     | 0     |
| Pos.   | Piloto              | Moto          | QAT | ARG | USA | ESP | FRA | ITA | CAT | NED | GER | CZE | AUT | GBR | RSM | ARA | THA | JPN | AUS | MAL | VAL | Ptos. |

| Color     | Resultado                                                               |
| --------- | ----------------------------------------------------------------------- |
| Oro       | Ganador                                                                 |
| Plata     | 2.ª plaza                                                               |
| Bronce    | 3.ª plaza                                                               |
| Verde     | Finalizó en los puntos                                                  |
| Azul      | Finalizó sin puntos                                                     |
| Azul      | NC - No clasificado                                                     |
| Violeta   | Ret - No terminó (Carrera)                                              |
| Rojo      | DNQ - No se clasificó                                                   |
| Negro     | DSQ - Descalificado                                                     |
| Blanco    | DNS - No empezó (carrera)                                               |
| Blanco    | WD - Retirado (fin de semana)                                           |
| Blanco    | C - Carrera cancelada                                                   |
| Sin color | DNP - Inscrito pero no participó                                        |
| Sin color | INJ - Lesionado                                                         |
| Sin color | EX - Excluido                                                           |
| Estado    | Resultado                                                               |
| Negrita   | Pole position                                                           |
| Cursiva   | Vuelta rápida                                                           |
| †         | Abandona, pero clasifica al completar el porcentaje requerido para ello |

- En azul los pilotos novatos

### Campeonato de Constructores
| Pos. | Constructor   | QAT | ARG | USA | ESP | FRA | ITA | CAT | NED | GER | CZE | AUT | GBR | RSM | ARA | THA | JPN | AUS | MAL | VAL | Ptos. |
| ---- | ------------- | --- | --- | --- | --- | --- | --- | --- | --- | --- | --- | --- | --- | --- | --- | --- | --- | --- | --- | --- | ----- |
| 1    | Kalex         | 1   | 1   | 1   | 1   | 1   | 2   | 3   | 1   | 2   | 2   | 1   | C   | 1   | 2   | 1   | 1   | 2   | 1   | 3   | 407   |
| 2    | KTM           | 5   | 3   | 3   | 2   | 6   | 1   | 2   | 6   | 1   | 1   | 2   | C   | 2   | 1   | 3   | 3   | 1   | 2   | 1   | 345   |
| 3    | Speed Up      | 17  | 12  | 15  | 10  | 8   | 11  | 1   | 2   | 9   | 11  | 9   | C   | 7   | 9   | 5   | 23  | 10  | 5   | 6   | 142   |
| 4    | Tech 3        | 12  | 6   | 17  | 16  | 16  | 20  | 15  | 17  | 11  | Ret | 22  | C   | 12  | 19  | 12  | 15  | 21  | 23  | 5   | 40    |
| 5    | Suter         | 26  | 21  | 22  | Ret | 10  | 19  | 25  | 24  | 21  | 23  | 14  | C   | Ret | Ret | 24  | 24  | Ret | 24  | 16  | 8     |
| 6    | NTS           | 22  | 18  | 21  | Ret | 17  | 14  | 18  | 20  | 18  | 18  | 18  | C   | 16  | 18  | 13  | 18  | 17  | 18  | 13  | 8     |
|      | TransFIORmers |     |     |     |     | 24  |     |     |     |     |     |     |     |     |     |     |     |     |     |     | 0     |
|      | Honda         |     |     |     |     |     |     | 24  |     |     |     |     |     |     |     |     |     |     |     |     | 0     |
| Pos. | Constructor   | QAT | ARG | USA | ESP | FRA | ITA | CAT | NED | GER | CZE | AUT | GBR | RSM | ARA | THA | JPN | AUS | MAL | VAL | Ptos. |

### Campeonato de Equipos
| Pos. | Equipo                        | N.º | QAT | ARG | USA | ESP | FRA | ITA | CAT | NED | GER | CZE | AUT | GBR | RSM | ARA | THA | JPN | AUS | MAL | VAL | Ptos. |
| ---- | ----------------------------- | --- | --- | --- | --- | --- | --- | --- | --- | --- | --- | --- | --- | --- | --- | --- | --- | --- | --- | --- | --- | ----- |
| 1    | Red Bull KTM Ajo              | 41  | 6   | Ret | 6   | 6   | 9   | 6   | 6   | 7   | 1   | 6   | 6   | C   | 8   | 1   | 4   | 5   | 1   | 8   | Ret | 498   |
| 1    | Red Bull KTM Ajo              | 44  | 5   | 3   | 3   | 2   | 6   | 1   | 2   | 6   | 4   | 1   | 2   | C   | 2   | 7   | 3   | 3   | 11  | 2   | 1   | 498   |
| 2    | Sky Racing Team VR46          | 10  | 9   | 16  | 13  | Ret | Ret | 7   | 17  | 8   | 3   | 2   | 3   | C   | Ret | 11  | 2   | 9   | 5   | 1   | Ret | 453   |
| 2    | Sky Racing Team VR46          | 42  | 1   | 9   | 1   | 3   | 1   | 4   | 8   | 1   | 12  | 3   | 1   | C   | 1   | 2   | 1   | 1   | 12  | 3   | 14  | 453   |
| 3    | EG 0,0 Marc VDS               | 36  | 11  | 7   | 4   | 11  | 3   | 3   | Ret | 5   | 2   | Ret | 8   | C   | 5   | 6   | Ret | 11  | 2   | 10  | Ret | 328   |
| 3    | EG 0,0 Marc VDS               | 73  | 3   | 5   | 2   | Ret | 2   | 5   | 3   | 3   | 13  | Ret | Ret | C   | 18  | 4   | Ret | 4   | 7   | 7   | 3   | 328   |
| 4    | Dynavolt Intact GP            | 23  | 7   | 10  | Ret | 7   | 4   | Ret | 4   | 4   | 6   | 7   | 7   | C   | 3   | 5   | Ret | 10  | 9   | 9   | 7   | 278   |
| 4    | Dynavolt Intact GP            | 97  | 8   | 2   | Ret | 4   | 5   | 9   | 5   | Ret | 7   | 5   | DNS | C   | 10  | Ret | 11  | 7   | 3   | 11  | Ret | 278   |
| 5    | Pons HP40                     | 7   | 2   | 4   | 10  | 1   | Ret | 2   | 7   | 26  | Ret | 4   | 26  | C   | 6   | 3   | Ret | 2   | 22  | 6   | Ret | 217   |
| 5    | Pons HP40                     | 40  | 13  | 20  | 18  | 14  | 11  | Ret | 14  | 12  | 15  | 12  | Ret | C   | Ret | 13  | Ret | 6   | 4   | Ret | 8   | 217   |
| 6    | Italtrans Racing Team         | 5   | 19  | 15  | 14  | 15  | 12  | 8   | 11  | 10  | Ret | 14  | 13  | C   | 14  | 16  | 9   | 16  | 20  | 12  | 9   | 193   |
| 6    | Italtrans Racing Team         | 54  | 4   | 1   | 7   | 5   | 18  | Ret | Ret | 11  | Ret | 10  | 4   | C   | 4   | 8   | 6   | 14  | Ret | 4   | 4   | 193   |
| 7    | HDR Heidrun - Speed Up Racing | 20  | 20  | 22  | 15  | 10  | 8   | 11  | 1   | 2   | 9   | 11  | 9   | C   | 7   | 9   | 5   | DSQ | 10  | 5   | 6   | 147   |
| 7    | HDR Heidrun - Speed Up Racing | 52  | 17  | 12  | Ret | Ret | 21  | Ret | 21  | Ret | Ret | Ret | 12  | C   | Ret | Ret |     |     |     |     |     | 147   |
| 7    | HDR Heidrun - Speed Up Racing | 57  |     |     |     |     |     |     |     |     |     |     |     |     |     |     | 19  | 23  | 15  | 20  |     | 147   |
| 7    | HDR Heidrun - Speed Up Racing | 70  |     |     |     |     |     |     |     |     |     |     |     |     |     |     |     |     |     |     | Ret | 147   |
| 8    | Swiss Innovative Investors    | 22  | Ret | 13  | 24  | 8   | 13  | Ret | 9   | 9   | 5   | 9   | Ret | C   | Ret | 20  | Ret | 17  | 14  | 15  | Ret | 129   |
| 8    | Swiss Innovative Investors    | 27  | Ret | 11  | 5   | 9   | Ret | 13  | 10  | 16  | 19  | 13  | 10  | C   | 19  | 14  | 7   | 8   | Ret | Ret | 2   | 129   |
| 9    | Federal Oil Gresini Moto2     | 9   | 10  | Ret | 8   | 17  | Ret | Ret | Ret | 13  | 10  | 8   | 5   | C   | 9   | 10  | 17  | Ret | Ret | 13  | Ret | 58    |
| 10   | Tasca Racing Scuderia Moto2   | 21  | 29  | 27  | 28  | 21  | Ret | 21  | Ret | 25  | 23  |     | Ret | C   | 24  | Ret | 25  | Ret | Ret | 25  | 19  | 53    |
| 10   | Tasca Racing Scuderia Moto2   | 24  | 14  | 23  | 12  | 12  | 14  | 10  | 12  | 15  | 8   | 15  | Ret | C   | 11  | 12  | 10  | Ret | 19  | 16  | 10  | 53    |
| 11   | Kiefer Racing                 | 3   |     |     |     | 20  | 23  |     |     |     |     |     |     |     |     |     |     |     |     |     |     | 47    |
| 11   | Kiefer Racing                 | 77  | 15  | 8   | 9   |     |     | 12  | 20  | 14  | 14  | 17  | 17  | C   | 13  | 21  | 16  | 13  | 6   | 14  | 11  | 47    |
| 12   | Tech 3 Racing                 | 14  |     |     |     | 23  | Ret | 20  |     |     |     |     |     |     |     |     |     |     |     |     | DNS | 42    |
| 12   | Tech 3 Racing                 | 30  |     |     |     |     |     |     |     |     |     |     |     |     |     |     |     |     |     | 23  |     | 42    |
| 12   | Tech 3 Racing                 | 64  | 18  | 28  | 20  | 16  | 16  | Ret | Ret | 17  | 20  | Ret | 22  | C   | 20  | 25  | 14  | Ret |     |     |     | 42    |
| 12   | Tech 3 Racing                 | 67  |     |     |     |     |     |     |     |     |     |     |     |     |     |     |     |     | 21  |     |     | 42    |
| 12   | Tech 3 Racing                 | 87  | 12  | 6   | 17  |     |     |     | 15  | 18  | 11  | Ret | Ret | C   | 12  | 19  | 12  | 15  | Ret | Ret | 5   | 42    |
| 13   | IDEMITSU Honda Team Asia      | 45  | 21  | 17  | 19  | 13  | 25  | Ret | 13  | DNS | Ret | 16  | 15  | C   | Ret | 15  | 8   | 12  | 13  | Ret | 12  | 28    |
| 13   | IDEMITSU Honda Team Asia      | 89  | 23  | 24  | 25  | 18  | 15  | 18  | 19  | 19  | 17  | 20  | 16  | C   | 22  | 27  | 21  | 22  | 16  | 17  | Ret | 28    |
| 14   | SAG Team                      | 2   |     |     |     |     |     |     |     |     |     |     |     |     | 15  | 23  |     | 20  | 8   | 19  | 15  | 17    |
| 14   | SAG Team                      | 32  | 16  | 14  | 11  | 19  | Ret | 16  | Ret | 22  | Ret |     |     |     |     |     |     |     |     |     |     | 17    |
| 14   | SAG Team                      | 55  |     |     |     |     |     |     |     |     |     | Ret | 24  | C   |     |     |     |     |     |     |     | 17    |
| 14   | SAG Team                      | 95  | 27  | Ret | 26  | 24  | 20  | Ret | 23  | 23  | Ret | 22  | 20  | C   | 23  | 26  | 20  | 25  | Ret | 22  | 18  | 17    |
| 14   | SAG Team                      | 99  |     |     |     |     |     |     |     |     |     |     |     |     |     |     | 18  |     |     |     |     | 17    |
| 15   | Marinelli Snipers Moto2       | 13  | 24  | 19  | 16  | Ret | 7   | Ret | Ret | Ret | 16  | Ret | 11  | C   | DSQ |     |     |     |     |     |     | 14    |
| 15   | Marinelli Snipers Moto2       | 18  |     |     |     |     |     |     |     |     |     |     |     |     |     | 28  | 22  | 27  | Ret | Ret | 17  | 14    |
| 16   | NTS RW Racing GP              | 4   | 22  | 18  | 21  | Ret | 17  | 15  | 18  | 20  | 18  | 19  | 18  | C   | 17  | 18  | 23  | 19  | 17  | 21  | 13  | 9     |
| 16   | NTS RW Racing GP              | 16  | 25  | 25  | 23  | Ret | 19  | 14  | 22  | 21  | 22  | 18  | 19  | C   | 16  | 24  | 13  | 18  | 18  | 18  | Ret | 9     |
| 17   | Forward Racing Team           | 3   |     |     |     |     |     |     |     |     |     |     |     |     |     |     |     |     |     |     | 20  | 8     |
| 17   | Forward Racing Team           | 32  |     |     |     |     |     |     |     |     |     |     | 23  | C   | DNS | DNS | 24  | 26  | Ret |     | 16  | 8     |
| 17   | Forward Racing Team           | 50  |     |     |     |     |     |     |     |     |     |     |     |     |     |     |     |     |     | 26  |     | 8     |
| 17   | Forward Racing Team           | 51  | 30  | 29  | 22  | Ret | Ret | 19  | 25  | 24  | 21  | 23  |     |     |     |     |     |     |     |     |     | 8     |
| 17   | Forward Racing Team           | 62  | 26  | 21  | Ret | Ret | 10  | Ret | Ret | Ret | 25  | Ret | 14  | C   | Ret | Ret | Ret | 24  | DNS |     |     | 8     |
| 18   | Petronas Sprinta Racing       | 63  | 28  | 26  | 27  | Ret |     |     |     |     |     |     |     |     |     |     |     |     |     |     |     | 1     |
| 18   | Petronas Sprinta Racing       | 66  |     |     |     |     | 22  | 17  | Ret | DNS | DNS | 21  | 21  | C   | 21  | 22  | 15  | 21  | DNS | Ret | Ret | 1     |
| Pos. | Equipo                        | N.º | QAT | ARG | USA | ESP | FRA | ITA | CAT | NED | GER | CZE | AUT | GBR | RSM | ARA | THA | JPN | AUS | MAL | VAL | Pts   |

| Color     | Resultado                                                               |
| --------- | ----------------------------------------------------------------------- |
| Oro       | Ganador                                                                 |
| Plata     | 2.ª plaza                                                               |
| Bronce    | 3.ª plaza                                                               |
| Verde     | Finalizó en los puntos                                                  |
| Azul      | Finalizó sin puntos                                                     |
| Azul      | NC - No clasificado                                                     |
| Violeta   | Ret - No terminó (Carrera)                                              |
| Rojo      | DNQ - No se clasificó                                                   |
| Negro     | DSQ - Descalificado                                                     |
| Blanco    | DNS - No empezó (carrera)                                               |
| Blanco    | WD - Retirado (fin de semana)                                           |
| Blanco    | C - Carrera cancelada                                                   |
| Sin color | DNP - Inscrito pero no participó                                        |
| Sin color | INJ - Lesionado                                                         |
| Sin color | EX - Excluido                                                           |
| Estado    | Resultado                                                               |
| Negrita   | Pole position                                                           |
| Cursiva   | Vuelta rápida                                                           |
| †         | Abandona, pero clasifica al completar el porcentaje requerido para ello |